# Schwaben & Altbayern
Schwaben & Altbayern ist eine 45-minütige Regionalsendung für den Süden Bayerns, die seit 1978 sonntäglich von 17:45 Uhr bis 18:30 Uhr ausgestrahlt wird im BR Fernsehen Süd. Inhalt sind Informationen, Kultur und Unterhaltung aus Schwaben, Niederbayern, Oberbayern und der Oberpfalz. 27 Jahre lang präsentierte Christian Schneider die Sendung, die unter dem Arbeitstitel Zwischen Arber und Bodensee geplant wurde. Derzeit wird die Sendung von Eva Mayer und Eva Walig abwechselnd moderiert.
Während die Sendung Schwaben & Altbayern im BR Fernsehen Süd ausgestrahlt wird, läuft zeitgleich im BR Fernsehen Nord die Sendung Frankenschau. Auch werktags gibt es eine Regionalsendung für den Süden Bayerns, die Abendschau – Der Süden (bis 5. Oktober 2012 unter dem Titel Schwaben & Altbayern aktuell).